# Dušan Šenkypl
Dušan Šenkypl je český podnikatel a investor. Je známý pro spoluzaložení několika globálních projektů v oblasti e-commerce a technologií, včetně ePojisteni.cz a NetBrokers Holding, významné FinTech společnosti, kterou v roce 2018 odkoupila Bauer Media. Šenkypl spoluzaložil společně s Janem Bartou Pale Fire Capital, investiční firmu s významnými podíly v technologických a e-commerce společnostech, včetně Grouponu, kde působí jako CEO. Je také známý svými filantropickými aktivitami, s historií podpory neziskových aktivit v České republice prostřednictvím Pale Fire Capital.
V roce 2023 se ujal vedení společnosti Groupon jako interim CEO, stal se tím jedním z prvních Čechů, který vede veřejně obchodovatelnou firmu na NASDAQu. Od roku 2022 je hlavním akcionářem hokejového týmu HC Energie Karlovy Vary.

## Životopis
V roce 1998 se stal předsedou představenstva nově založené akciové společnosti IBIS information systems, která vyvíjela informační systém pro družstevní záložny. V říjnu 2003 se stal jednatelem nově založené společnosti Xacti CZ, kterou založila na Floridě registrovaná společnost IBIS řízená Robertem Österlundem. Vyvíjela program Spyware Terminator.